# Olga Syahputra
Olga Syahputra, nome d'arte di Yoga Syahputra (Giacarta, 8 febbraio 1983 – Singapore, 27 marzo 2015), è stato un attore indonesiano.

## Biografia
Figlio di Nur Rachman e Nurshida, era fratello di Billy Syahputra, anch'egli attore comico e presentatore.
È scomparso nel 2015 all'età di 32 anni a seguito di una meningite.

## Filmografia

### Cinema
- Tina Toon dan Lenong Bocah The Movie (2004)
- Susahnya Jadi Perawan (2008)
- Mau Lagi? (2008)
- Basahhh... (2008)
- Cintaku Selamanya (2008)
- Mas Suka, Masukin Aja-Besar Kecil I'ts Okay (2008)
- Pacar Hantu Perawan (2011)
- Kung Fu Pocong Perawan (2012)